# Причерноморье

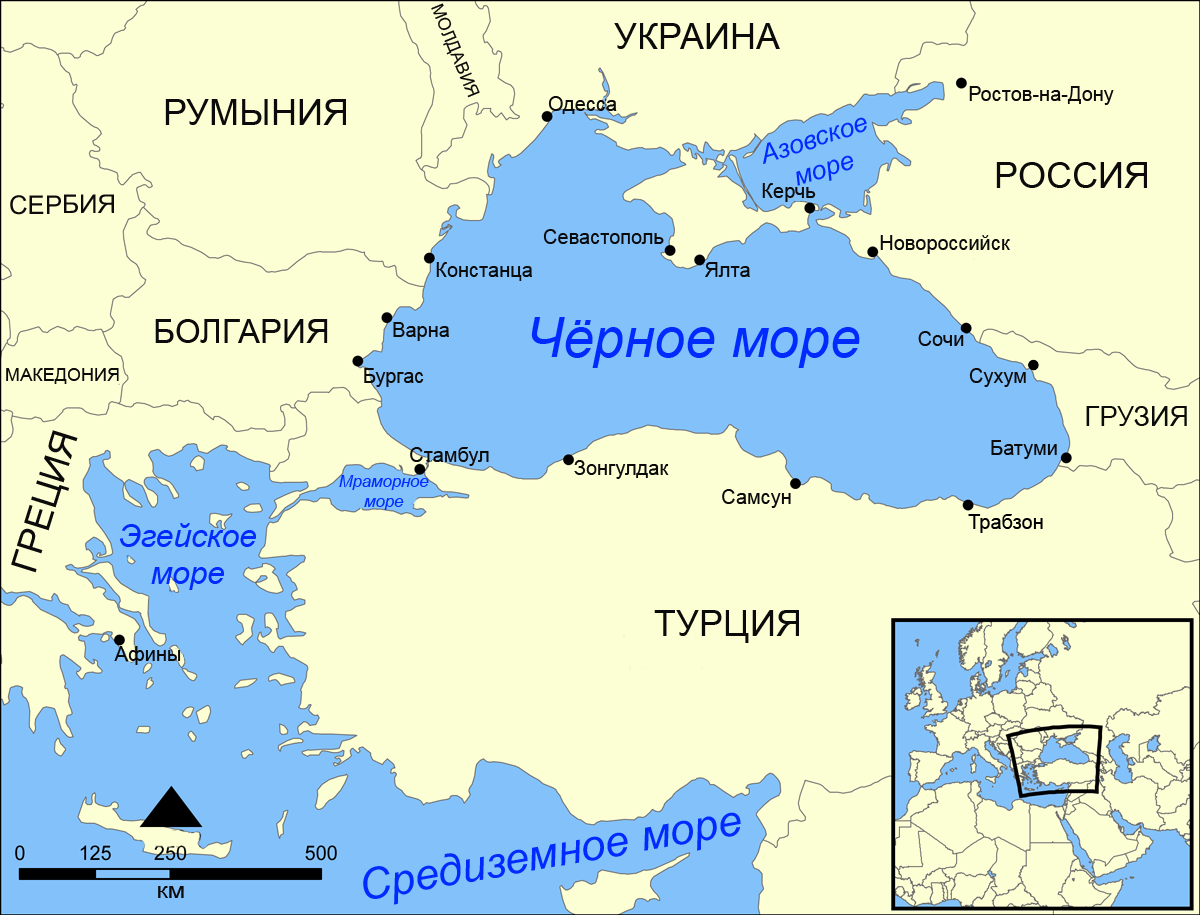
Страны Причерноморья

Причерномо́рье (иногда — черноморский регион, Черноморье, припонтийский регион, Циркумпонтида, укр. Причорномор'я, Чорномор'я, припонтійський регіон, англ. Circum-Pontic region/area) — историко-географический и геополитический макрорегион на границе Европы и Азии, совокупность прилегающих к Чёрному морю территорий Абхазии, Грузии, Болгарии, России, Румынии, Турции и Украины.

## География

### Собственно Причерноморье
В узком смысле Причерноморье объединяет прибрежные регионы:
- Северное Причерноморье (в том числе причерноморскую полосу Одесской, Николаевской и Херсонской областей Украины, Приазовье и Крым, а в нём Южный берег Крыма).
- Восточное Причерноморье или Черноморское побережье Кавказа (в том числе причерноморскую полосу Краснодарского края Российской Федерации, Абхазию, а также прибрежную часть Грузии).
- Южное Причерноморье или Понт. Ныне — северное побережье Черноморского и Мраморноморского (в его анатолийской части) регионов Турции.
- Западное Причерноморье, включающее Румелийский берег (Восточную Фракию, Турция), Черноморское побережье Болгарии («Черноморию») и Черноморское побережье Румынии (Добруджу).

Основные города макрорегиона (от 50 тыс. человек, по часовой стрелке): Измаил, Белгород-Днестровский, Черноморск, Одесса, Николаев, Херсон, Евпатория, Севастополь, Симферополь, Ялта, Феодосия, Керчь, Мелитополь, Мариуполь, Азов, Таганрог, Ростов-на-Дону, Анапа, Новороссийск, Туапсе, Сочи, Сухум, Батуми, Трабзон, Синоп, Самсун, Зонгулдак, Стамбул, Эдирне, Варна, Бургас, Констанца.

### Большое Причерноморье
В широком смысле к Причерноморью относят территорию черноморского бассейна — региона с населением 322,9 млн человек и площадью 19,1 млн км², занимающего 4,7 % карты мира и располагающегося на землях 12 государств. В геополитическом смысле в экспертных кругах в таком случае часто применяется термин Большое Причерноморье.
Кроме того, в аналитических публикациях, затрагивающих мировой экспорт зерновых культур, к Причерноморью как единому имеющему общие интересы региону причисляются Россия, Украина и Казахстан. Последний, не имея своего выхода к морю, пользуется морскими портами первых двух стран.

## История
За свою историю Причерноморье не единожды подвергалось волнам массовой колонизации, причём векторы перемещения тех или иных колонизаторов сменяли друг друга попеременно с запада на восток и с востока на запад с античных времён вплоть до XVIII века.

### Античность и средневековье

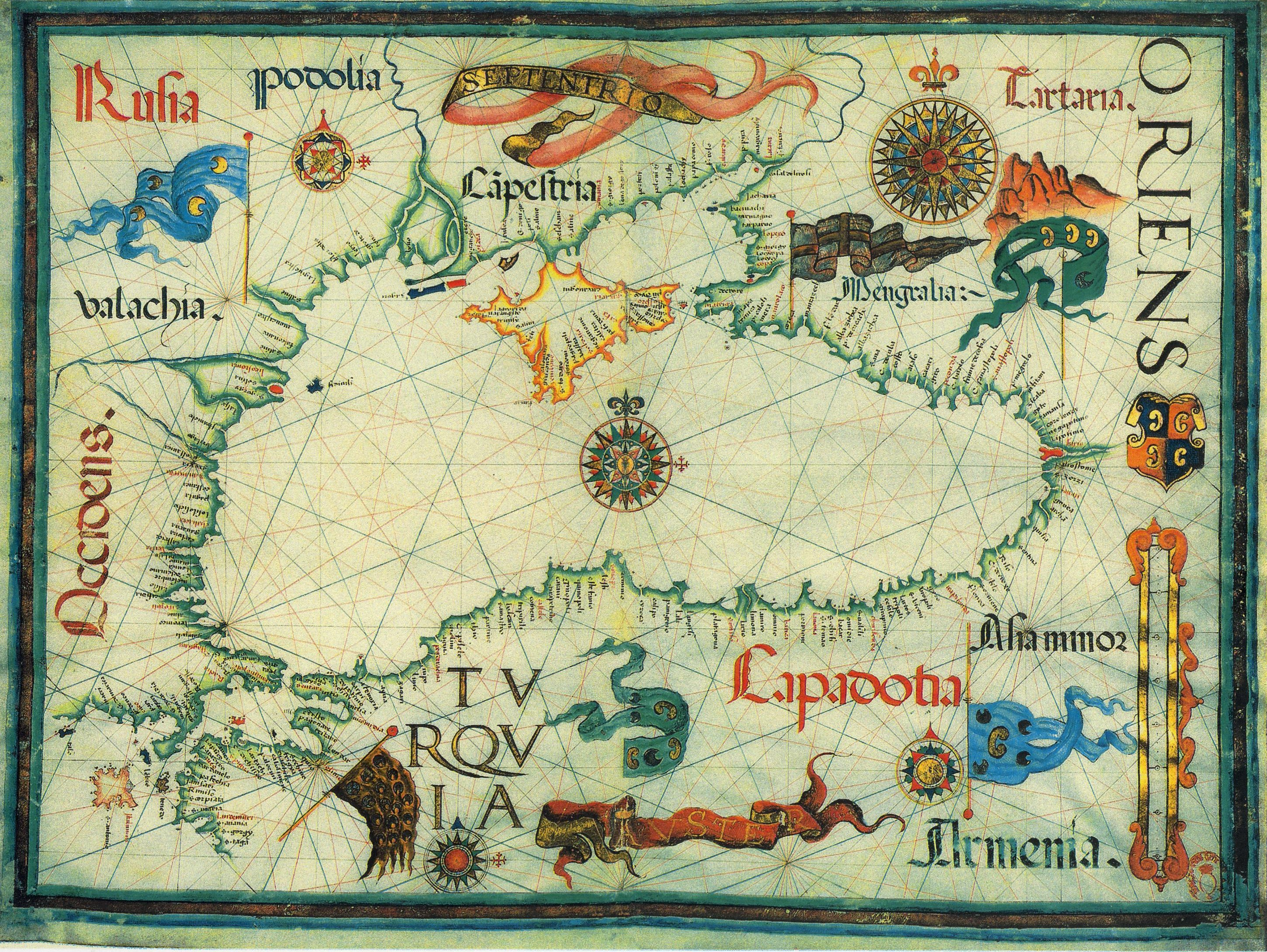
Карта Причерноморья португальца Диого Хомема (1559)

Ко времени появления в регионе древних греков в середине VIII века до н. э. этнический состав Причерноморья был пёстрым; как и везде, автохтонные народы испытывали натиск иноплеменных переселенческих потоков, сами становясь таковыми или ассимилируясь. К причерноморским античным этносам обычно относят киммерийцев, скифов, тавров, фракийцев, сарматов, роксолан, синдов, меотов, языгов, сираков, ахейцев, зигов, гениохов, колхов, каппадокийцев, пафлагонцев, халибов, моссинойков, мосхов, готов, гуннов и др.
Древнегреческая колонизация региона сменилась в VI—V веках до н. э. встречной экспансией Персии. Её в IV веке до н. э., в свою очередь, разгромили македоняне Александра Великого. Одним из обломков империи Александра стало объединившее большую часть Причерноморья Понтийское царство. Эпоха эллинизма завершилась во II веке до н. э. подчинением региона Римской империи. В IV веке н. э. империя раскололась, и эти земли на десять веков оказались под властью византийцев, испытав в IV—VII веках непосредственное влияние большинства волн Великого переселения народов.
В VII веке на Северном Причерноморье утвердились протоболгары (позже частью откочевавшие на запад и юг, за Дунай), а восточнее их — Хазарский каганат, разгромленный в X веке Древнерусским государством. С XI века на севере региона сменяют друг друга племенные союзы половцев и печенегов. Восточное Причерноморье постепенно освободилось от византийской зависимости, в VIII веке появилось Абхазское царство, в XI веке — Грузинское.
В XII—XIII веках Византия вступила в период упадка и феодальной раздробленности. Кризис усугубился появлением в Малой Азии новых экспансионистских сил — турок-сельджуков, крестоносцев, монголо-татар, а также талассократических республик юга Европы — Венеции и Генуи. Как следствие, земли Южного Причерноморья частями входили в состав Латинской, Никейской, Трапезундской империй, Иконийского султаната, а в Крыму — княжества Феодоро, венецианских и генуэзских колоний.

Векселлографическая карта-реконструкция Причерноморского региона «Флаги Причерноморских городов и государств по средневековым морским картам конца XIII — XVII вв.»

Поскольку портоланы, как средневековые навигаторы читались во время плавания по часовой стрелке, Причерноморский регион можно разделить на четыре части: 
- западная (от Константинополя до Монкастро);
- северная (от Монкастро до Матреги);
- восточная (от Матреги до Трапезунда);
- южная (от Трапезунда до Константинополя).

Политико-экономическая эволюция Причерноморья на протяжении XIV–XVI вв. затрагивала как минимум 13 государств: Золотую Орду, Второе Болгарское царство, Грузинское государство, а затем Имеретинское царство, Трапезундскую империю, Румский султанат, Государство Хулагуидов, Синопский эмират Джанджаров, Эмират Эретна, Византийскую империю эпохи Палеологов, Генуэзскую и Венецианскую республики, Османской империи и её вассала Крымское ханство.

### Новая и новейшая история

Политическая карта Причерноморья после поражения Крымского ханства.

С первой половины XIV века в Причерноморье утвердился новый гегемон — Османская империя. К середине XV века османы и их вассалы владели южным и западным побережьем, в 1478 году Крымское ханство признало османский сюзеренитет, далее османские владения расширились до Приазовья и Анапы. К середине XVI века Блистательная Порта как метрополия впервые в истории замкнула кольцо вокруг Чёрного моря: все причерноморские земли либо стали её данниками, либо вошли в её состав.
Спустя полвека, в 1700 году, это кольцо было разомкнуто: на берегах Чёрного моря появилась петровская Россия — впервые с севера, а не с запада или востока. Дальнейшая история региона неразрывно связана с постепенным угасанием Османской Турции, утратой ею своих владений — вплоть до полной ликвидации империи в 1922 году. За это время на Западном Причерноморье появились как автономии, а затем независимые государства Дунайские княжества, в 1859—1878 годах объединившиеся в Румынию, и, с 1878 года, Болгария, в 1908 году присоединившая Восточную Румелию.
Всё северное и восточное побережье региона от Буджака и Едисана вплоть до Батума вошло в состав России, а на землях Анатолии и Восточной Фракии была образована кемалистская Турецкая Республика. За исключением кратких по историческим меркам периодов переформатирования Российской империи в Советский Союз в 1917—1922 годах и Второй мировой войны, XX век не принёс значимых изменений границ в Причерноморье (кроме возвращения Румынией СССР Южной Бессарабии в 1940 году) вплоть до распада самого́ СССР в 1991 году.
После этого среди причерноморских стран оказались независимые Россия, Украина, Грузия и частично признанная Абхазия.

## Геополитика

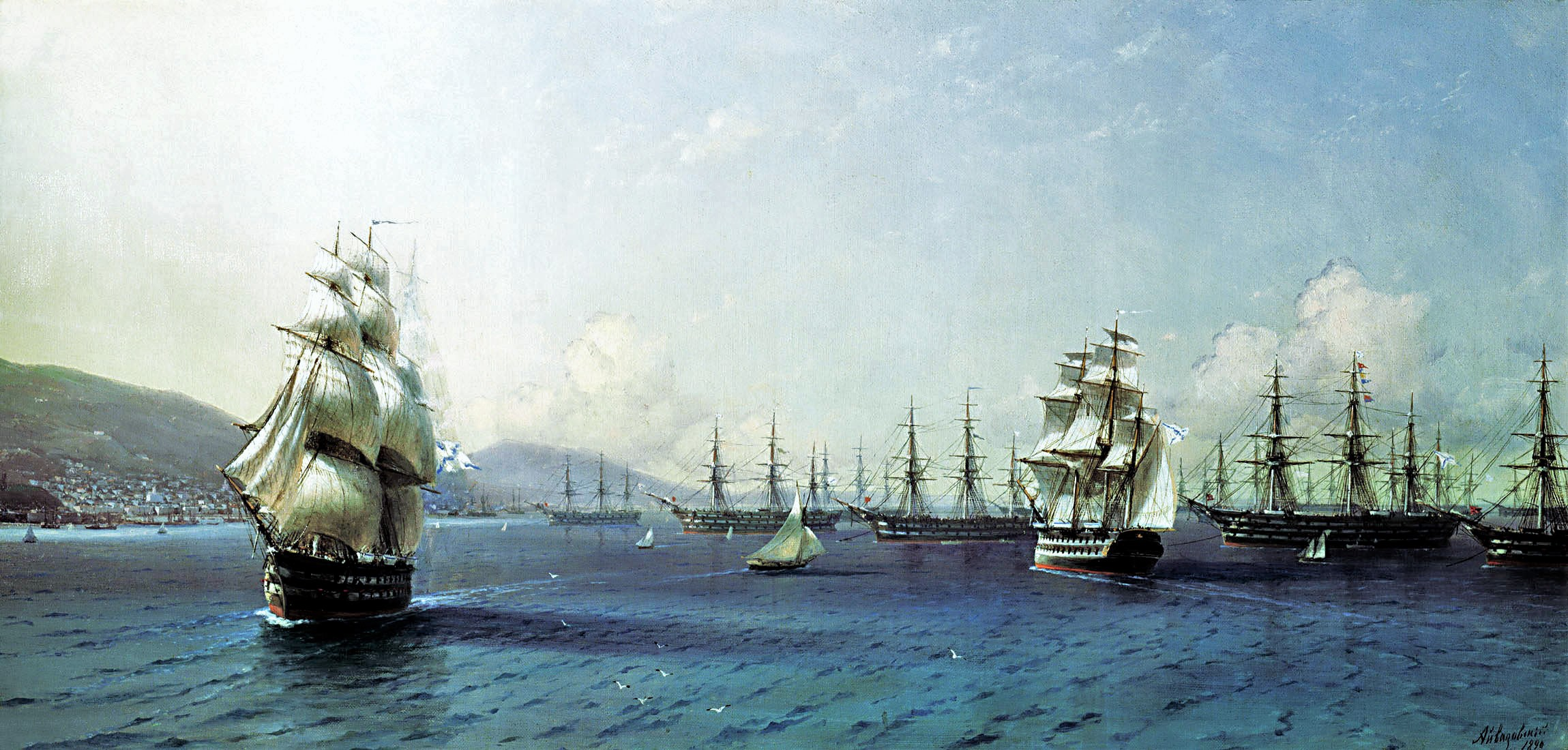
Иван Айвазовский, «Черноморский флот в Феодосии» (1890)

Впервые понятие «причерноморские державы» было юридически сформулировано на международной конференции о режиме черноморских проливов в 1936 году в Монтрё (Швейцария). В подписанной по её итогам и действующей до сих пор Конвенции режим прохода военных кораблей черноморских и нечерноморских государств различен. Первые (на тот момент — СССР, Турция, Румыния и Болгария) могут проводить через проливы в мирное время свои военные корабли любого класса. Для военных кораблей нечерноморских держав введены существенные ограничения по классу (проходят лишь мелкие надводные корабли) и по тоннажу.

### Сотрудничество
Благодаря схожести многих экономических интересов стран региона, там на рубеже XX и XXI веков активно развивается международное сотрудничество, в том числе в форме постоянных межправительственных организаций. Так, в мае 1999 года по инициативе Турции была основана Организация черноморского экономического сотрудничества, объединившая 12 государств Причерноморья, Закавказья и Балкан — Азербайджан, Албанию, Армению, Болгарию, Грецию, Грузию, Молдавию, Россию, Румынию, Сербию, Турцию и Украину.
С апреля 2001 года функционирует Черноморская военно-морская группа оперативного взаимодействия (ЧВМГ ОВ) «Блэксифор», занимаясь проведением совместных поисково-спасательных, противоминных и гуманитарных операций, охраной окружающей среды в регионе. В группу входят Болгария, Грузия, Россия, Румыния, Турция и Украина. В июне 2006 года по инициативе Румынии был создан Черноморский форум (англ. Black Sea Forum for Partnership and Dialogue), организация сотрудничества Азербайджана, Армении, Грузии, Румынии, Молдавии и Украины. В сентябре 2008 года был образован «Черноморский еврорегион» (англ. Black Sea Euroregion) в составе прибрежных областей Болгарии и Румынии.

### Соперничество
Геополитически, страны Причерноморья находятся в треугольнике между исламским миром, Россией и Евросоюзом. При этом противостояние России и Запада в причерноморском регионе имеет двухсотлетнюю историю и накладывает отпечаток на отношения всех игроков. Исполнительный директор Трансатлантического центра Германского фонда Маршалла, экс-сотрудник администрации Билла Клинтона Рональд Асмус пишет, что в стратегических планах евроинтеграторов находится создание Евроатлантического Причерноморья — «большого черноморского региона».
Согласно замыслу, под этим брендом должны распространиться демократические институты (в том числе ЕС и НАТО) и стандарты евроатлантического сообщества с западного на восточное побережье Чёрного моря, охватив бывшие советские республики Закавказья. Конечной целью является трансформация всего региона, мир и стабильность. Привязка Причерноморья к Западу как метрополии, как полагает последний, укрепила бы его южные границы перед лицом Большого Ближнего Востока аналогично тому, как Центральная и Восточная Европа создала буфер между Западом и Россией (см. Санитарный кордон). Россия выступает против таких планов Запада, рассматривая их как способ ущемления своих интересов.
Другими затрагивающими Причерноморье геополитическими проектами, которые оцениваются как потенциально влекущие столкновение российских и западных интересов, в сегодняшней реальности может стать продвижение идеи т. н. Великой Черкесии, куда бы объединились все административно-территориальные единицы России с черкесским преобладанием (см. также Международная черкесская ассоциация), а также реанимация польского мессианского политического проекта прометеизма, в рамках которого в межвоенный период поддерживались националистические движения, в том числе, и причерноморского региона.